# Tropicale Amissa Bongo 2013
La 8e édition de la Tropicale Amissa Bongo a eu lieu du 14 au 20 janvier 2013. Cette compétition est organisée au Gabon et passe cette année par le Cameroun. La course fait partie du calendrier UCI Africa Tour 2013 en catégorie 2.1.
L'épreuve est remportée par le Français Yohann Gène (Europcar), vainqueur de la 6e étape, devant le Marocain Soufiane Haddi (Équipe nationale du Maroc) et le Belge Gaëtan Bille (Lotto-Belisol). C'est la quatrième victoire à la suite du classement général pour la formation Europcar après les succès d'Anthony Charteau lors des trois précédentes années.
En ce qui concerne les classements annexes, Gène remporte le classement par points, Haddi celui des points chauds ainsi que celui du meilleur jeune, l'Érythréen Merhawi Kudus (Équipe nationale d'Érythrée) celui de la montagne alors que la formation belge Lotto-Belisol termine meilleure équipe.

## Équipes
Classée en catégorie 2.1 de l'UCI Africa Tour, la Tropicale Amissa Bongo est par conséquent ouverte aux UCI ProTeams dans la limite de 50 % des équipes participantes, aux équipes continentales professionnelles, aux équipes continentales et, éventuellement, à des équipes nationales. L'organisateur a communiqué la liste des équipes africaines invitées le 12 octobre 2012 puis a annoncé les équipes européennes participantes le 6 décembre 2012.
15 équipes participent à cette Tropicale Amissa Bongo : 2 ProTeams, 3 équipes continentales professionnelles, 1 équipe continentale et 9 équipes nationales :
| Nom de l'équipe | Pays     | Code |
| --------------- | -------- | ---- |
| Lampre-Merida   | Italie   | LAM  |
| Lotto-Belisol   | Belgique | LTB  |

| Nom de l'équipe | Pays           | Code |
| --------------- | -------------- | ---- |
| Cofidis         | France         | COF  |
| Europcar        | France         | EUC  |
| MTN-Qhubeka     | Afrique du Sud | MTN  |

| Nom de l'équipe                      | Pays    | Code |
| ------------------------------------ | ------- | ---- |
| Groupement Sportif Pétrolier Algérie | Algérie | GSP  |

| Nom de l'équipe                   | Pays          | Code |
| --------------------------------- | ------------- | ---- |
| Équipe nationale du Burkina Faso  | Burkina Faso  | BUR  |
| Équipe nationale du Cameroun      | Cameroun      | CMR  |
| Équipe nationale de Côte d'Ivoire | Côte d'Ivoire | CIV  |
| Équipe nationale d'Érythrée       | Érythrée      | ERI  |
| Équipe nationale d'Éthiopie       | Éthiopie      | ETH  |
| Équipe nationale du Gabon         | Gabon         | GAB  |
| Équipe nationale du Kenya         | Kenya         | KEN  |
| Équipe nationale du Maroc         | Maroc         | MAR  |
| Équipe nationale du Rwanda        | Rwanda        | RWA  |

## Étapes
| Étape     | Date       | Villes étapes                 |  | Distance (km) | Vainqueur d’étape | Leader du classement général |
| --------- | ---------- | ----------------------------- |  | ------------- | ----------------- | ---------------------------- |
| 1re étape | 14 janvier | Bitam - Ebolowa (CMR)         |  | 149,2         | Fréderique Robert | Fréderique Robert            |
| 2e étape  | 15 janvier | Yaoundé (CMR) - Yaoundé (CMR) |  | 107,4         | Andrea Palini     | Andrea Palini                |
| 3e étape  | 16 janvier | Oyem - Bitam                  |  | 110           | Gert Dockx        | Andrea Palini                |
| 4e étape  | 17 janvier | Oyem - Mitzic                 |  | 109           | Adrien Petit      | Andrea Palini                |
| 5e étape  | 18 janvier | Lambaréné - Mouila            |  | 190,4         | Fréderique Robert | Andrea Palini                |
| 6e étape  | 19 janvier | Lambaréné - Kango             |  | 147,5         | Yohann Gène       | Yohann Gène                  |
| 7e étape  | 20 janvier | Owendo - Libreville           |  | 126,1         | Gert Dockx        | Yohann Gène                  |

## Déroulement de la course

### 1reétape
|    | Coureur              | Équipe                               |    | Temps           |
| -- | -------------------- | ------------------------------------ | -- | --------------- |
| 1  | Fréderique Robert    | Lotto-Belisol                        | en | 3 h 49 min 57 s |
| 2  | Yohann Gène          | Europcar                             | +  | m.t             |
| 3  | Andrea Palini        | Lampre-Merdia                        |    | m.t             |
| 4  | Massimo Graziato     | Lampre-Merida                        |    | m.t             |
| 5  | Adrien Petit         | Cofidis                              |    | m.t             |
| 6  | Jani Tewelde         | MTN-Qhubeka                          |    | m.t             |
| 7  | Meron Amanuel        | Équipe nationale d'Érythrée          |    | m.t             |
| 8  | Abdelbasset Hannachi | Groupement Sportif Pétrolier Algérie |    | m.t             |
| 9  | Tesfom Okbamariam    | Équipe nationale d'Érythrée          |    | m.t             |
| 10 | Meron Russom         | MTN-Qhubeka                          |    | m.t             |

|    | Coureur              | Équipe                               |    | Temps           |
| -- | -------------------- | ------------------------------------ | -- | --------------- |
| 1  | Fréderique Robert    | Lotto-Belisol                        | en | 3 h 49 min 37 s |
| 2  | Soufiane Haddi       | Équipe nationale du Maroc            | +  | 2 s             |
| 3  | Yohann Gène          | Europcar                             |    | 4 s             |
| 4  | Merhawi Kudus        | Équipe nationale d'Érythrée          |    | 5 s             |
| 5  | Andrea Palini        | Lampre-Merdia                        |    | 6 s             |
| 6  | Massimo Graziato     | Lampre-Merida                        |    | 10 s            |
| 7  | Adrien Petit         | Cofidis                              |    | 10 s            |
| 8  | Jani Tewelde         | MTN-Qhubeka                          |    | 10 s            |
| 9  | Meron Amanuel        | Équipe nationale d'Érythrée          |    | 10 s            |
| 10 | Abdelbasset Hannachi | Groupement Sportif Pétrolier Algérie |    | 10 s            |

### 2eétape
|    | Coureur         | Équipe                      |    | Temps           |
| -- | --------------- | --------------------------- | -- | --------------- |
| 1  | Andrea Palini   | Lampre-Merida               | en | 2 h 34 min 51 s |
| 2  | Vicente Reynés  | Lotto-Belisol               | +  | m.t             |
| 3  | Adrien Petit    | Cofidis                     |    | m.t             |
| 4  | Yohann Gène     | Europcar                    |    | m.t             |
| 5  | Meron Amanuel   | Équipe nationale d'Érythrée |    | m.t             |
| 6  | Egoitz García   | Cofidis                     |    | m.t             |
| 7  | Soufiane Haddi  | Équipe nationale du Maroc   |    | m.t             |
| 8  | Jan Ghyselinck  | Cofidis                     |    | m.t             |
| 9  | Natnael Berhane | Europcar                    |    | m.t             |
| 10 | Reda Aadel      | Équipe nationale du Maroc   |    | m.t             |

|    | Coureur           | Équipe                      |    | Temps           |
| -- | ----------------- | --------------------------- | -- | --------------- |
| 1  | Andrea Palini     | Lampre-Merida               | en | 6 h 24 min 24 s |
| 2  | Fréderique Robert | Lotto-Belisol               | +  | 4 s             |
| 3  | Soufiane Haddi    | Équipe nationale du Maroc   |    | 5 s             |
| 4  | Yohann Gène       | Europcar                    |    | 8 s             |
| 5  | Vicente Reynés    | Lotto-Belisol               |    | 8 s             |
| 6  | Merhawi Kudus     | Équipe nationale d'Érythrée |    | 9 s             |
| 7  | Adrien Petit      | Cofidis                     |    | 10 s            |
| 8  | Jani Tewelde      | MTN-Qhubeka                 |    | 13 s            |
| 9  | Gaëtan Bille      | Lotto-Belisol               |    | 13 s            |
| 10 | Meron Amanuel     | Équipe nationale d'Érythrée |    | 14 s            |

### 3eétape
|    | Coureur                    | Équipe                               |    | Temps           |
| -- | -------------------------- | ------------------------------------ | -- | --------------- |
| 1  | Gert Dockx                 | Lotto-Belisol                        | en | 2 h 25 min 54 s |
| 2  | Abdelbasset Hannachi       | Groupement Sportif Pétrolier Algérie | +  | m.t             |
| 3  | Gaëtan Bille               | Lotto-Belisol                        |    | m.t             |
| 4  | Soufiane Haddi             | Équipe nationale du Maroc            |    | m.t             |
| 5  | Merhawi Kudus              | Équipe nationale d'Érythrée          |    | m.t             |
| 6  | Yohann Gène                | Europcar                             |    | m.t             |
| 7  | Andrea Palini              | Lampre-Merida                        |    | m.t             |
| 8  | Jacques Janse van Rensburg | MTN-Qhubeka                          |    | m.t             |
| 9  | Tesfom Okbamariam          | Équipe nationale d'Érythrée          |    | m.t             |
| 10 | Issiaka Cissé              | Équipe nationale de Côte d'Ivoire    |    | m.t             |

|    | Coureur           | Équipe                            |    | Temps           |
| -- | ----------------- | --------------------------------- | -- | --------------- |
| 1  | Andrea Palini     | Lampre-Merida                     | en | 8 h 50 min 17 s |
| 2  | Soufiane Haddi    | Équipe nationale du Maroc         | +  | 3 s             |
| 3  | Yohann Gène       | Europcar                          |    | 7 s             |
| 4  | Adrien Petit      | Cofidis                           |    | 7 s             |
| 5  | Gaëtan Bille      | Lotto-Belisol                     |    | 7 s             |
| 6  | Merhawi Kudus     | Équipe nationale d'Érythrée       |    | 8 s             |
| 7  | Edwig Cammaerts   | Cofidis                           |    | 11 s            |
| 8  | Tesfom Okbamariam | Équipe nationale d'Érythrée       |    | 12 s            |
| 9  | Issiaka Cissé     | Équipe nationale de Côte d'Ivoire |    | 15 s            |
| 10 | Anthony Charteau  | Europcar                          |    | 15 s            |

### 4eétape
|    | Coureur              | Équipe                               |    | Temps           |
| -- | -------------------- | ------------------------------------ | -- | --------------- |
| 1  | Adrien Petit         | Cofidis                              | en | 2 h 28 min 12 s |
| 2  | Andrea Palini        | Lampre-Merida                        | +  | m.t             |
| 3  | Vicente Reynés       | Lotto-Belisol                        |    | m.t             |
| 4  | Gaëtan Bille         | Lotto-Belisol                        |    | m.t             |
| 5  | Meron Amanuel        | Équipe nationale d'Érythrée          |    | m.t             |
| 6  | Yohann Gène          | Europcar                             |    | m.t             |
| 7  | Abdelbasset Hannachi | Groupement Sportif Pétrolier Algérie |    | m.t             |
| 8  | Jani Tewelde         | MTN-Qhubeka                          |    | m.t             |
| 9  | Edwig Cammaerts      | Cofidis                              |    | m.t             |
| 10 | Tesfay Abraha        | Équipe nationale d'Érythrée          |    | m.t             |

|    | Coureur           | Équipe                            |    | Temps            |
| -- | ----------------- | --------------------------------- | -- | ---------------- |
| 1  | Andrea Palini     | Lampre-Merida                     | en | 11 h 18 min 23 s |
| 2  | Adrien Petit      | Cofidis                           | +  | 2 s              |
| 3  | Soufiane Haddi    | Équipe nationale du Maroc         |    | 7 s              |
| 4  | Yohann Gène       | Europcar                          |    | 10 s             |
| 5  | Gaëtan Bille      | Lotto-Belisol                     |    | 11 s             |
| 6  | Merhawi Kudus     | Équipe nationale d'Érythrée       |    | 14 s             |
| 7  | Tesfom Okbamariam | Équipe nationale d'Érythrée       |    | 17 s             |
| 8  | Edwig Cammaerts   | Cofidis                           |    | 17 s             |
| 9  | Anthony Charteau  | Europcar                          |    | 21 s             |
| 10 | Issiaka Cissé     | Équipe nationale de Côte d'Ivoire |    | 21 s             |

### 5eétape
|    | Coureur                 | Équipe                      |    | Temps           |
| -- | ----------------------- | --------------------------- | -- | --------------- |
| 1  | Fréderique Robert       | Lotto-Belisol               | en | 4 h 36 min 50 s |
| 2  | Andrea Palini           | Lampre-Merida               | +  | m.t             |
| 3  | Gert Dockx              | Lotto-Belisol               |    | m.t             |
| 4  | Adrien Petit            | Cofidis                     |    | m.t             |
| 5  | Yohann Gène             | Europcar                    |    | m.t             |
| 6  | Soufiane Haddi          | Équipe nationale du Maroc   |    | m.t             |
| 7  | Jani Tewelde            | MTN-Qhubeka                 |    | m.t             |
| 8  | Reda Aadel              | Équipe nationale du Maroc   |    | m.t             |
| 9  | Estifanos Gebreselassie | Équipe nationale d'Éthiopie |    | m.t             |
| 10 | Jan Ghyselinck          | Cofidis                     |    | m.t             |

|    | Coureur           | Équipe                               |    | Temps            |
| -- | ----------------- | ------------------------------------ | -- | ---------------- |
| 1  | Andrea Palini     | Lampre-Merida                        | en | 15 h 55 min 07 s |
| 2  | Adrien Petit      | Cofidis                              | +  | 8 s              |
| 3  | Yohann Gène       | Europcar                             |    | 13 s             |
| 4  | Soufiane Haddi    | Équipe nationale du Maroc            |    | 16 s             |
| 5  | Gaëtan Bille      | Lotto-Belisol                        |    | 17 s             |
| 6  | Merhawi Kudus     | Équipe nationale d'Érythrée          |    | 20 s             |
| 7  | Songezo Jim       | MTN-Qhubeka                          |    | 52 s             |
| 8  | Edwig Cammaerts   | Cofidis                              |    | 56 s             |
| 9  | Tesfom Okbamariam | Équipe nationale d'Érythrée          |    | 1 min 25 s       |
| 10 | Azzedine Lagab    | Groupement Sportif Pétrolier Algérie |    | 1 min 28 s       |

### 6eétape
|    | Coureur           | Équipe                           |    | Temps           |
| -- | ----------------- | -------------------------------- | -- | --------------- |
| 1  | Yohann Gène       | Europcar                         | en | 3 h 09 min 24 s |
| 2  | Soufiane Haddi    | Équipe nationale du Maroc        | +  | m.t             |
| 3  | Gaëtan Bille      | Lotto-Belisol                    |    | m.t             |
| 4  | Vicente Reynés    | Lotto-Belisol                    |    | m.t             |
| 5  | Rasmané Ouédraogo | Équipe nationale du Burkina Faso |    | m.t             |
| 6  | Meron Teshome     | Équipe nationale d'Érythrée      |    | m.t             |
| 7  | Tsgabu Grmay      | MTN-Qhubeka                      |    | m.t             |
| 8  | Adil Jelloul      | Équipe nationale du Maroc        |    | m.t             |
| 9  | Songezo Jim       | MTN-Qhubeka                      |    | m.t             |
| 10 | Romain Zingle     | Cofidis                          |    | m.t             |

|    | Coureur        | Équipe                               |    | Temps            |
| -- | -------------- | ------------------------------------ | -- | ---------------- |
| 1  | Yohann Gène    | Europcar                             | en | 19 h 04 min 29 s |
| 2  | Soufiane Haddi | Équipe nationale du Maroc            | +  | 8 s              |
| 3  | Gaëtan Bille   | Lotto-Belisol                        |    | 14 s             |
| 4  | Songezo Jim    | MTN-Qhubeka                          |    | 54 s             |
| 5  | Azzedine Lagab | Groupement Sportif Pétrolier Algérie |    | 1 min 30 s       |
| 6  | Issiaka Cissé  | Équipe nationale de Côte d'Ivoire    |    | 1 min 31 s       |
| 7  | Vicente Reynés | Lotto-Belisol                        |    | 1 min 37 s       |
| 8  | Romain Zingle  | Cofidis                              |    | 1 min 50 s       |
| 9  | Tsgabu Grmay   | MTN-Qhubeka                          |    | 1 min 53 s       |
| 10 | Meron Teshome  | Équipe nationale d’Érythrée          |    | 2 min 01 s       |

### 7eétape
|    | Coureur             | Équipe                           |    | Temps           |
| -- | ------------------- | -------------------------------- | -- | --------------- |
| 1  | Gert Dockx          | Lotto-Belisol                    | en | 2 h 48 min 42 s |
| 2  | Tsgabu Grmay        | MTN-Qhubeka                      | +  | 2 s             |
| 3  | Fréderique Robert   | Lotto-Belisol                    |    | 21 s            |
| 4  | Andrea Palini       | Lampre-Merida                    |    | 21 s            |
| 5  | Adrien Petit        | Cofidis                          |    | 21 s            |
| 6  | Yohann Gène         | Europcar                         |    | 21 s            |
| 7  | Rasmané Ouédraogo   | Équipe nationale du Burkina Faso |    | 21 s            |
| 8  | Jani Tewelde        | MTN-Qhubeka                      |    | 21 s            |
| 9  | Abdellah Ben Youcef | Équipe nationale d'Algérie       |    | 21 s            |
| 10 | Soufiane Haddi      | Équipe nationale du Maroc        |    | 21 s            |

|    | Coureur        | Équipe                               |    | Temps            |
| -- | -------------- | ------------------------------------ | -- | ---------------- |
| 1  | Yohann Gène    | Europcar                             | en | 21 h 53 min 32 s |
| 2  | Soufiane Haddi | Équipe nationale du Maroc            | +  | 8 s              |
| 3  | Gaëtan Bille   | Lotto-Belisol                        |    | 14 s             |
| 4  | Songezo Jim    | MTN-Qhubeka                          |    | 54 s             |
| 5  | Tsgabu Grmay   | MTN-Qhubeka                          |    | 1 min 25 s       |
| 6  | Azzedine Lagab | Groupement Sportif Pétrolier Algérie |    | 1 min 30 s       |
| 7  | Issiaka Cissé  | Équipe nationale de Côte d'Ivoire    |    | 1 min 31 s       |
| 8  | Romain Zingle  | Cofidis                              |    | 1 min 50 s       |
| 9  | Meron Teshome  | Équipe nationale d’Érythrée          |    | 2 min 01 s       |
| 10 | Louis Meintjes | MTN-Qhubeka                          |    | 2 min 21 s       |

## Classements finals

### Classement général
|    | Cycliste       | Pays           | Équipe                               |    | Temps            |
| -- | -------------- | -------------- | ------------------------------------ | -- | ---------------- |
| 1  | Yohann Gène    | France         | Europcar                             | en | 21 h 53 min 32 s |
| 2  | Soufiane Haddi | Maroc          | Équipe nationale du Maroc            | +  | 8 s              |
| 3  | Gaëtan Bille   | Belgique       | Lotto-Belisol                        |    | 14 s             |
| 4  | Songezo Jim    | Afrique du Sud | MTN-Qhubeka                          |    | 54 s             |
| 5  | Tsgabu Grmay   | Éthiopie       | MTN-Qhubeka                          |    | 1 min 25 s       |
| 6  | Azzedine Lagab | Algérie        | Groupement Sportif Pétrolier Algérie |    | 1 min 30 s       |
| 7  | Issiaka Cissé  | Côte d'Ivoire  | Équipe nationale de Côte d'Ivoire    |    | 1 min 31 s       |
| 8  | Romain Zingle  | Belgique       | Cofidis                              |    | 1 min 50 s       |
| 9  | Meron Teshome  | Érythrée       | Équipe nationale d’Érythrée          |    | 2 min 01 s       |
| 10 | Louis Meintjes | Afrique du Sud | MTN-Qhubeka                          |    | 2 min 21 s       |

### Classements annexes
|   | Cycliste      | Équipe        | Points |
| - | ------------- | ------------- | ------ |
| 1 | Yohann Gène   | Europcar      | 158    |
| 2 | Andrea Palini | Lampre-Merida | 149    |
| 3 | Adrien Petit  | Cofidis       | 127    |

|   | Cycliste          | Équipe                               | Points |
| - | ----------------- | ------------------------------------ | ------ |
| 1 | Merhawi Kudus     | Équipe nationale d'Érythrée          | 23     |
| 2 | Abdelmalek Madani | Équipe nationale d'Algérie           | 18     |
| 3 | Azzedine Lagab    | Groupement Sportif Pétrolier Algérie | 14     |

|   | Cycliste          | Équipe                           | Points |
| - | ----------------- | -------------------------------- | ------ |
| 1 | Soufiane Haddi    | Équipe nationale du Maroc        | 15     |
| 2 | Rasmané Ouédraogo | Équipe nationale du Burkina-Faso | 14     |
| 3 | Yohann Gène       | Europcar                         | 13     |

|   | Cycliste       | Équipe                    |    | Temps            |
| - | -------------- | ------------------------- | -- | ---------------- |
| 1 | Soufiane Haddi | Équipe nationale du Maroc | en | 21 h 53 min 40 s |
| 2 | Songezo Jim    | MTN-Qhubeka               | +  | 46 s             |
| 3 | Tsgabu Grmay   | MTN-Qhubeka               |    | 1 min 17 s       |

| \| \| Équipe \| Pays \| \| Temps \| \| - \| ------------- \| -------------- \| -- \| ---------------- \| \| 1 \| Lotto-Belisol \| Belgique \| en \| 65 h 43 min 01 s \| \| 2 \| MTN-Qhubeka \| Afrique du Sud \| + \| 18 s \| \| 3 \| Europcar \| France \| \| 1 min 39 s \| |               |                |    |                  |
| | Équipe        | Pays           |    | Temps            |
| 1 | Lotto-Belisol | Belgique       | en | 65 h 43 min 01 s |
| 2 | MTN-Qhubeka   | Afrique du Sud | +  | 18 s             |
| 3 | Europcar      | France         |    | 1 min 39 s       |

## Évolution des classements
| Étape              | Vainqueur          | Classement général | Classement par points | Classement de la montagne | Classement des points chauds | Classement du meilleur jeune | Classement par équipes      |
| ------------------ | ------------------ | ------------------ | --------------------- | ------------------------- | ---------------------------- | ---------------------------- | --------------------------- |
| 1                  | Fréderique Robert  | Fréderique Robert  | Fréderique Robert     | Ephrem Ekobena            | Soufiane Haddi               | Soufiane Haddi               | Équipe nationale d'Érythrée |
| 2                  | Andrea Palini      | Andrea Palini      | Andrea Palini         | Abdelmalek Madani         | Soufiane Haddi               | Soufiane Haddi               | Équipe nationale d'Érythrée |
| 3                  | Gert Dockx         | Andrea Palini      | Andrea Palini         | Abdelmalek Madani         | Soufiane Haddi               | Soufiane Haddi               | Équipe nationale d'Érythrée |
| 4                  | Adrien Petit       | Andrea Palini      | Andrea Palini         | Merhawi Kudus             | Soufiane Haddi               | Adrien Petit                 | Équipe nationale d'Érythrée |
| 5                  | Fréderique Robert  | Andrea Palini      | Andrea Palini         | Merhawi Kudus             | Soufiane Haddi               | Adrien Petit                 | Lotto-Belisol               |
| 6                  | Yohann Gène        | Yohann Gène        | Yohann Gène           | Merhawi Kudus             | Soufiane Haddi               | Soufiane Haddi               | Lotto-Belisol               |
| 7                  | Gert Dockx         | Yohann Gène        | Yohann Gène           | Merhawi Kudus             | Soufiane Haddi               | Soufiane Haddi               | Lotto-Belisol               |
| Classements finals | Classements finals | Yohann Gène        | Yohann Gène           | Merhawi Kudus             | Soufiane Haddi               | Soufiane Haddi               | Lotto-Belisol               |

## Liste des participants
- Liste de départ complète